# Raïon de Tchernivtsi (oblast de Tchernivtsi)
Cet article concerne le raïon dans l'oblast de Tchernivtsi. Pour le raïon dans l'oblast de Vinnytsia, voir raïon de Tchernivtsi (oblast de Vinnytsia).
Le raïon de Tchernivtsi (ukrainien : Чернівецький район) est une subdivision administrative de l'oblast de Tchernivtsi, dans l'Ouest de l'Ukraine. Son centre administratif est la ville de Tchernivtsi. Avec la réforme administrative de 2020, le raïon s'est étendu en absorbant les raïons de Herța, Kitsman, Novosselytsia, Zastavna, Hlyboka, Storojynets.

## Patrimoine
Le musée Volodymyr-Ivassiouk.

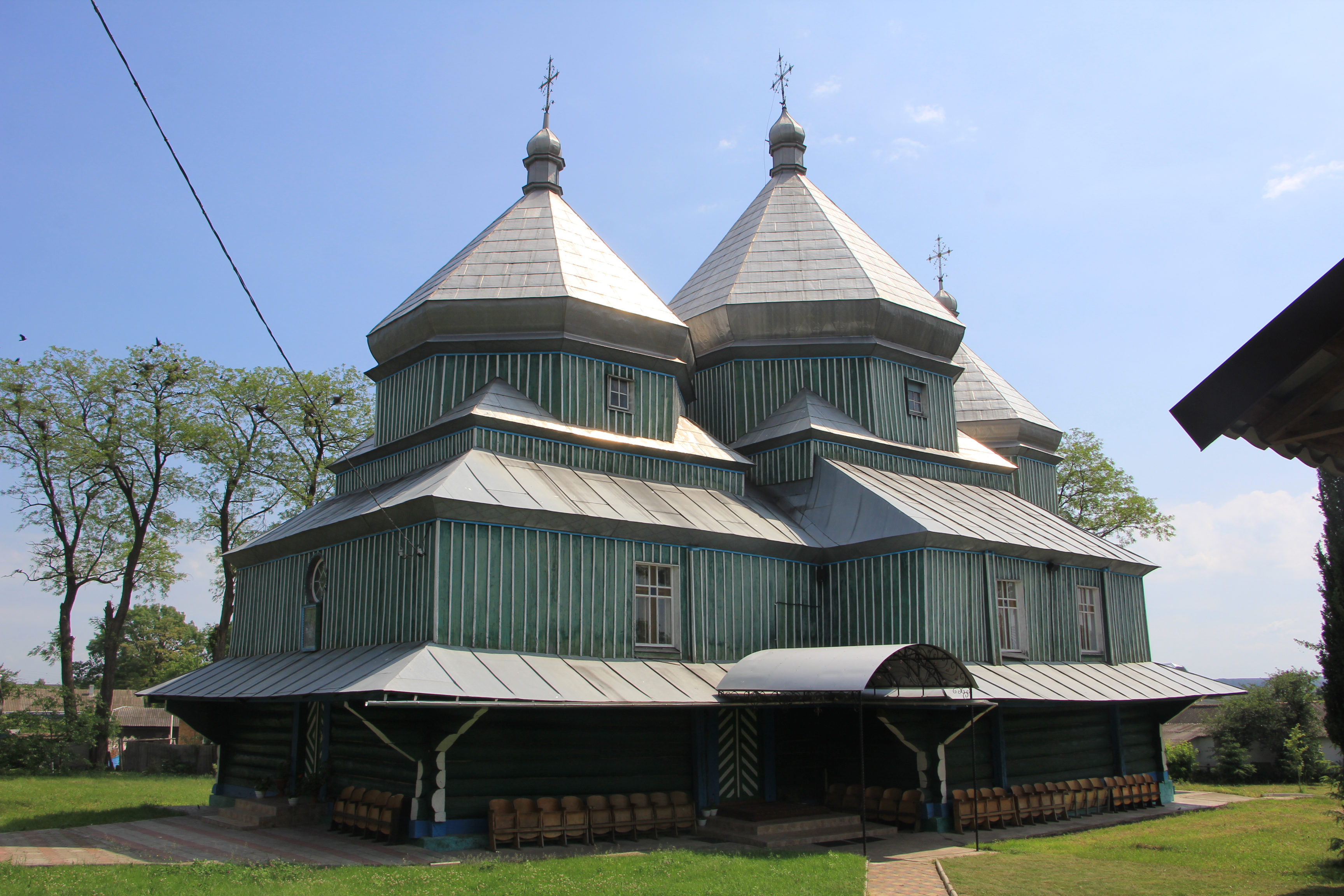
l'église de la Nativité à Chichkivtsi, classée[1],
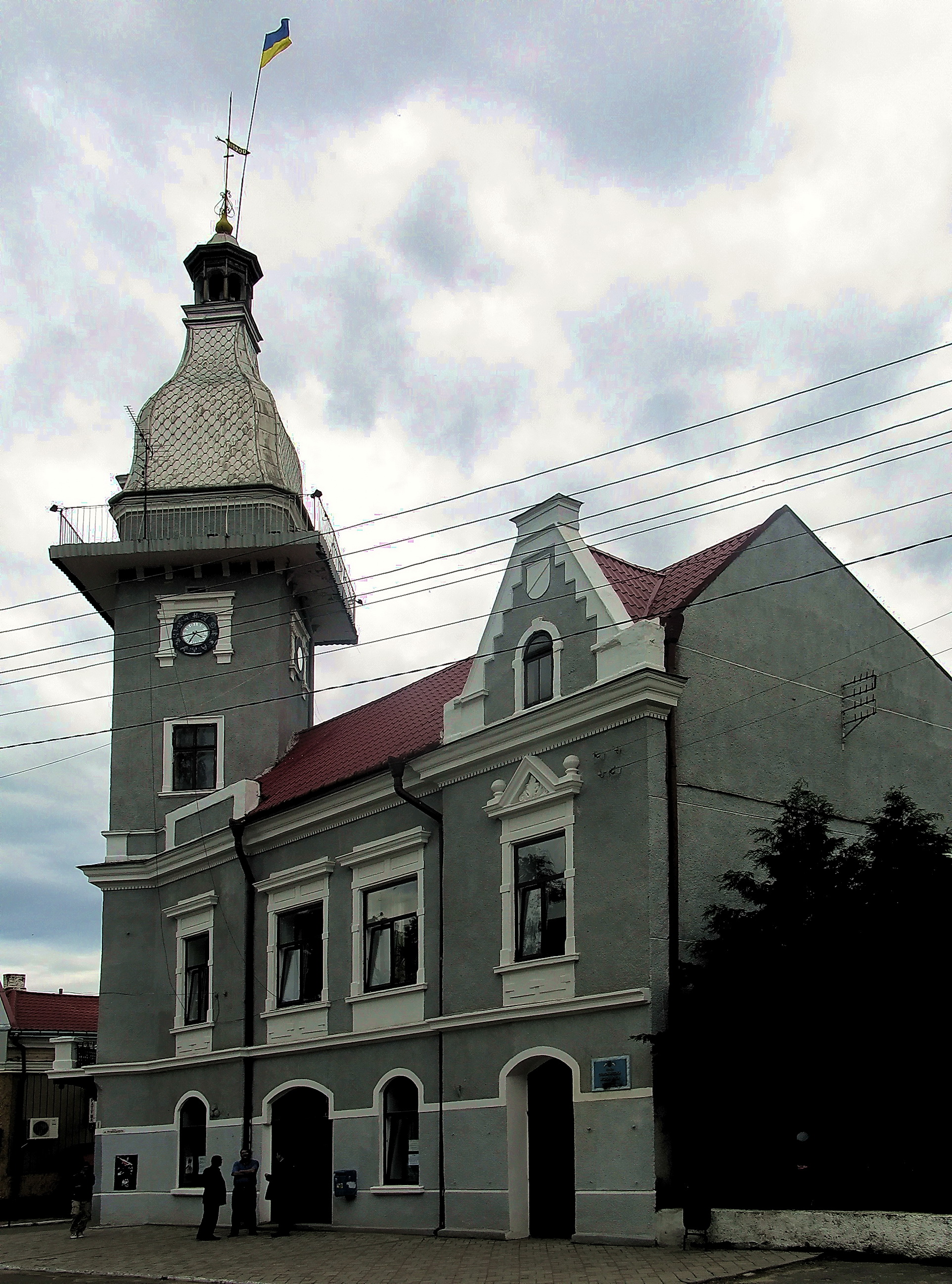
l'hôtel de ville de Storojynets, classée[2],
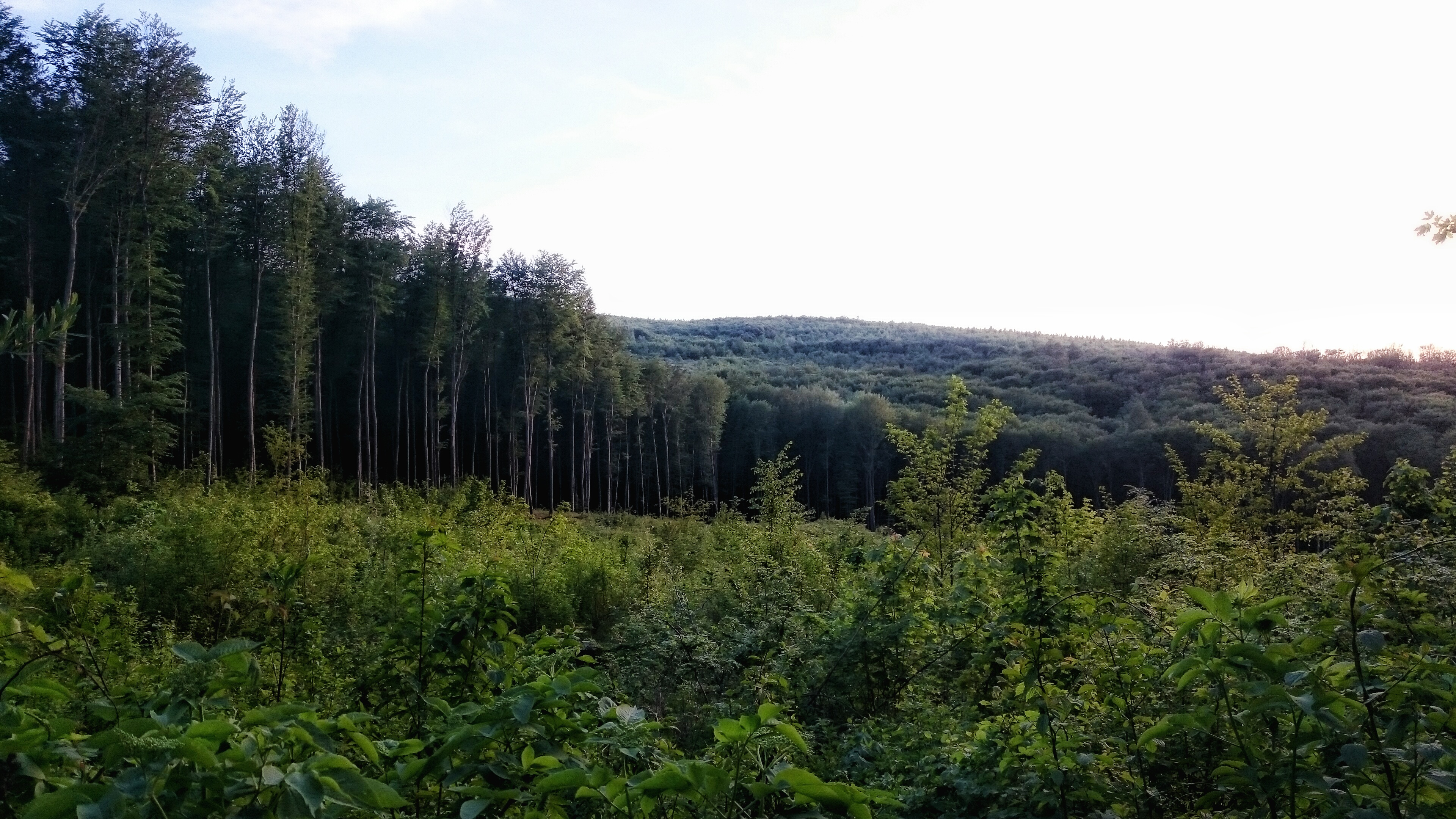
réserve de Tsetsyno, classé[3],
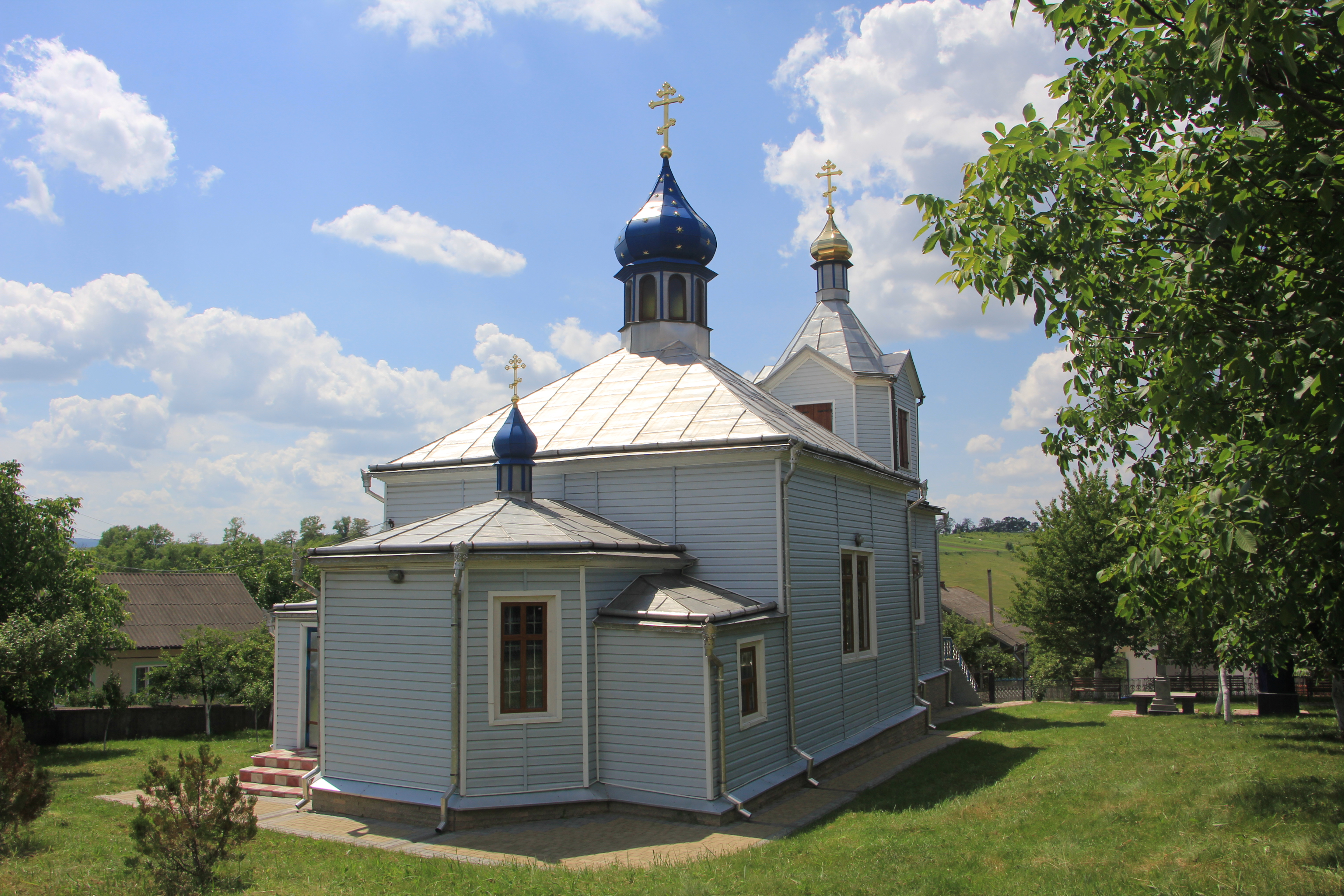
l'église de la Dormition à Balamoutivka, classée[4],
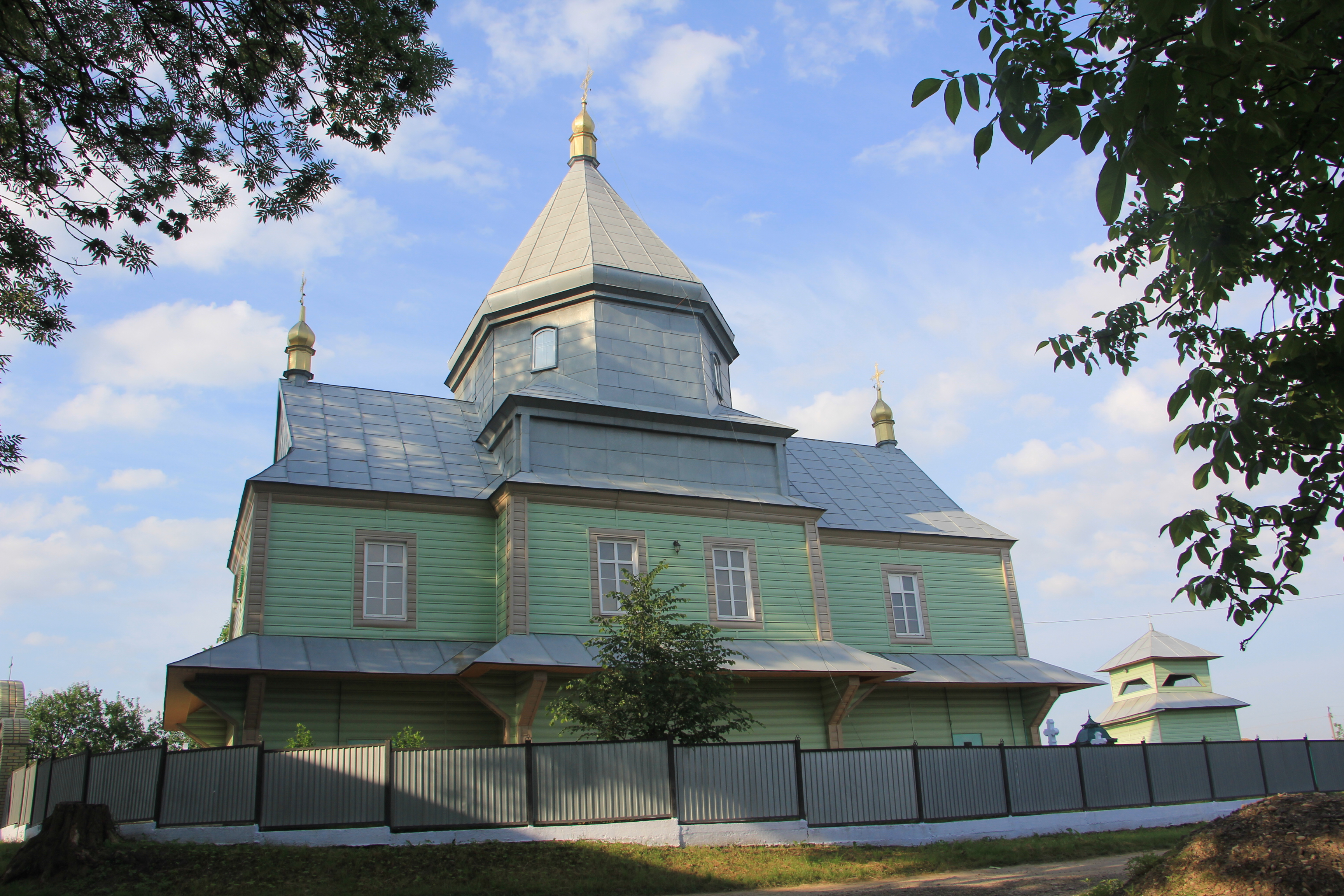
l'église des Trois-Saints, classé[5] à Vytylivka.